# Entretien d'un père avec ses enfants
Entretien d’un père avec ses enfants ou Du danger de se mettre au-dessus des lois est un conte moral de l’écrivain français Denis Diderot

## Édition
Le texte paraît dans la Correspondance littéraire dirigée par Grimm en 1773.
Salomon Gessner qui préparait une nouvelle édition de ses Idylles écrit à Diderot une lettre pleine d'admiration où il lui demandait avec instance l'un ou l'autre manuscrits pour les joindre à ses textes. Diderot lui fournit son Entretien d'un père avec ses enfants et Les Deux Amis de Bourbonne qu'il venait d'achever. Cela permit à Meister de publier à Zurich en 1773 les Idylles de Gessner et ces deux contes de Diderot sous le titre Contes moraux et nouvelles Idylles. 

## Résumé
Il s’agit d’un dialogue entre le père de « moi » (soit l’auteur), sa sœur, son frère et un docteur. Plusieurs dilemmes éthiques sont discutés dans lesquels la loi entre en conflit avec la morale, par exemple : « Faut-il sauver de la maladie un criminel condamné à mort si l’on est médecin ? » pose ainsi le problème du respect des lois et de l’intérêt collectif. Le dialogue marque davantage « les ambiguïtés et difficultés internes de chaque position que leur opposition systématique. »
Cinq autres anecdotes amèneront Diderot à prendre des positions extrêmes, affirmant que parfois « la loi n’a pas le sens commun » et que « la nature a fait les bonnes lois de toute éternité ». Ce qu'il met en cause ici, ce sont les lois iniques qui, au mépris de tout sens moral, laissent trop souvent des citoyens malhonnêtes impunis et condamnent avec sévérité des innocents.  C'est pourquoi Diderot favorise en société l'homme de bien qui saurait, quand nécessaire, se mettre au-dessus des lois. Or, le philosophe a conscience des limites de cette proposition idéaliste et se fait chuchoter à l'oreille par son père, à la fin du texte, qu'il ferait bon vivre dans un lieu où certains observeraient cette conduite, mais qu'il ne voudrait pas y vivre si tout un chacun s'y donnait le privilège de transgresser les lois. 

## Note et source
1. ↑  Voir Diderot, Œuvres complètes, éd. Brière, 1821, vol. 2, p. 426.
2. ↑  Dictionnaire 1999, p. 168.

### Ouvrages cités
- Roland Mortier et Raymond Trousson, Dictionnaire de Diderot, Paris, Honoré Champion, 1999